# Campeonato NACAM de Fórmula 4
O Campeonato NACAM de Fórmula 4 (castelhano: Campeonato NACAM de Fórmula 4) é uma categoria de fórmula baseada e disputada no México desde 2015, disputada nos regulamentos da Fórmula 4.

## História
Após o lançamento do regulamento da Fórmula 4 pela FIA, em 2013, a Fórmula 4 NACAM foi lançado em 2015, tendo sua primeira temporada entre 2015 e 2016. O campeonato é organizado e chancelado pela Organización Mexicana de Automovilismo Internacional (OMDAI). Em 2022, a categoria se uniu a Copa Notiauto, organização responsável pela realização de corridas de várias categorias no automobilismo mexicano.
Em 2018, a piloto mexicana Alexandra Mohnhaupt venceu a quarta etapa da temporada 2017-2018, se tornando a primeira mulher a vencer na Fórmula 4 em todo o mundo.

## Carros
A Fórmula 4 NACAM, como categoria monomarca, utilizava somente um modelo de carro. O M14-F4, que é produzido pela francesa Mygale, sendo um monocoque em fibra de carbono, propulsado por um motor Ford Ecoboost 1.6L 4-cil turbo, gerando 162 cv (119 kW), acoplado a uma transmissão Sadev SL75-14, semiautomática de seis velocidades. Esse modelo foi utilizado até 2024.
O modelo anterior foi trocado pelo F4-T421, produzido pela Tatuus, também sendo um monocoque em fibra de carbono, mas já equipado com melhoras na segurança, como o halo. O modelo é propulsado por um motor Abarth (Autotecnica) 1.4L 4-cil turbo, gerando 182 cv (133 kW), sendo acoplado a uma transmissão Sadev, semiautomática de seis velocidades. Todos os modelos calçam pneus Pirelli.

## Campeões

### Pilotos
| Temporada | Campeão                            | Equipe                             | Corridas                           | Poles                              | Vitórias                           | Pódios                             | Volta Mais Rápida                  | Pontos                             | Margens                            |
| --------- | ---------------------------------- | ---------------------------------- | ---------------------------------- | ---------------------------------- | ---------------------------------- | ---------------------------------- | ---------------------------------- | ---------------------------------- | ---------------------------------- |
| 2015–16   | Axel Matus                         | Ram Racing                         | 21                                 | 10                                 | 12                                 | 16                                 | 8                                  | 405                                | 150                                |
| 2016–17   | Calvin Ming                        | Ram Racing                         | 23                                 | 6                                  | 8                                  | 18                                 | 5                                  | 399                                | 63                                 |
| 2017–18   | Moisés de la Vara                  | Scuderia Martiga EG                | 22                                 | 7                                  | 9                                  | 16                                 | 8                                  | 386                                | 106                                |
| 2018–19   | Manuel Sulaimán                    | Ram Racing                         | 20                                 | 8                                  | 10                                 | 15                                 | 4                                  | 366                                | 44                                 |
| 2019–20   | Noel León                          | Ram Racing                         | 20                                 | 10                                 | 7                                  | 15                                 | 5                                  | 325                                | 45                                 |
| 2021      | Cancelada - Corridas sem pontuação | Cancelada - Corridas sem pontuação | Cancelada - Corridas sem pontuação | Cancelada - Corridas sem pontuação | Cancelada - Corridas sem pontuação | Cancelada - Corridas sem pontuação | Cancelada - Corridas sem pontuação | Cancelada - Corridas sem pontuação | Cancelada - Corridas sem pontuação |
| 2022      | Juan Felipe Pedraza                | Ram Racing                         | 17                                 | 5                                  | 8                                  | 12                                 | 7                                  | 274                                | 84                                 |
| 2023      | Pedro Juan Moreno                  | Ram Racing                         | 18                                 | 7                                  | 11                                 | 15                                 | 14                                 | 315                                | 4                                  |

### Copa de Estreantes
| Temporada | Campeão           | Equipe     | Corridas | Poles | Vitórias | Pódios | Volta Mais Rápida | Pontos | Margens |
| --------- | ----------------- | ---------- | -------- | ----- | -------- | ------ | ----------------- | ------ | ------- |
| 2015–16   | Moisés de la Vara | Momo F4    | 21       | 0     | 10       | 18     | 0                 | 423    | 35      |
| 2016–17   | Manuel Sulaimán   | Ram Racing | 15       | 0     | 12       | 14     | 2                 | 336    | 133     |

### Copa das Nações
| Temporada | Nação    | Corridas | Poles | Vitórias | Pódios | Volta Mais Rápida | Pontos | Margens |
| --------- | -------- | -------- | ----- | -------- | ------ | ----------------- | ------ | ------- |
| 2015–16   | Colombia | 21       | 0     | 14       | 18     | 0                 | 422    | 185     |

## Circuitos
- Em negrito são circuitos incluídos na temporada 2024

| Circuitos                    | Etapas | Anos                            |
| ---------------------------- | ------ | ------------------------------- |
| Hermanos Rodríguez           | 18     | 2016–2019, 2022–Hoje            |
| Autódromo Miguel E. Abed     | 9      | 2015–2016, 2018–2020, 2022–Hoje |
| Monterrey                    | 5      | 2016–2020                       |
| Querétaro                    | 5      | 2020, 2022–2023                 |
| Aguascalientes               | 3      | 2016, 2018–2019                 |
| Parque Tangamanga            | 3      | 2016–2017, 2019                 |
| Autódromo Emerson Fittipaldi | 3      | 2017–2018, 2020                 |
| Centro Dinâmico Pégaso       | 2      | 2016–2017                       |
| Circuito das Américas        | 1      | 2016                            |
| Cancún                       | 1      | 2017                            |